# Antony Tudor

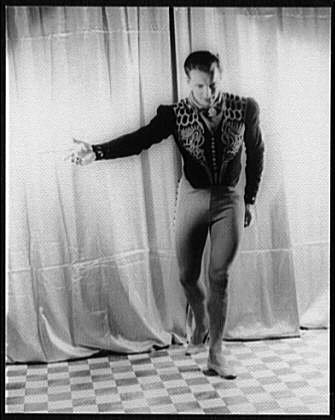
Tudor bei einer Galaaufführung

Antony Tudor (gebürtig William Cook; * 4. April 1908 in London; † 19. April 1987 in New York) war ein englischer Balletttänzer, Choreograf und Tanzpädagoge.

## Leben
Tudor begann seine professionelle Tanzausbildung 1928 bei Marie Rambert. Schon frühzeitig choreografierte er: Mit 23 Jahren schrieb er für Ramberts Tänzer Cross Garter'd, später Lysistrata, The Planets und andere Arbeiten, welche im Mercury Theatre aufgeführt wurden. Es folgten Jardin aux Lilas und Dark Elegies, wohl seine bekanntesten und anspruchsvollsten Werke. Zusammen mit anderen Tänzern aus Ramberts Kompagnie und seinem zukünftigen Lebenspartner Hugh Laing gründete Tudor 1938 das London Ballet. 1940 wurde die Kompanie nach New York City eingeladen, um sich dem Ballet Theater (dem späteren American Ballet Theatre) anzuschließen. Tudor war zehn Jahre lang Hauschoreograf des Ballet Theater, in denen er sowohl ältere Werke wiederaufführte, als auch neue Arbeiten vorstellte, darunter Pillar of Fire, Romeo and Juliet, Dim Lustre und Undertow.
Nach seinem Rücktritt als Tänzer 1950 leitete Tudor die Ballettschule der Metropolitan Opera und unterrichtete wiederholt an der Juilliard School. 1963 bis 1964 war er Künstlerischer Leiter des Königlich Schwedischen Balletts. Auch choreografierte er für das New York City Ballet. 1973 wurde er Professor für Balletttechnik in der Tanzabteilung der University of California, musste die Arbeit allerdings wegen ernsthafter Herzprobleme aufgeben. Er kehrte 1974 als Stellvertretender Künstlerischer Leiter ans American Ballet Theatre zurück, wo er seine letzten großen Werke, The Leaves are Fading und The Tiller in the Fields schuf.
Tudor ist Träger der Medaille für Kreative Künste der Brandeis University, des Dance Magazine Awards, des Capezio Awards, des Handel Medallions der Stadt New York und Ehrungen des Kennedy Centers und von Dance/USA.
Zusammen mit George Balanchine gilt Antony Tudor als einer der Umgestalter des Balletts in eine moderne Kunstform. Seine Ballette sind oft Ausdruck psychischer Zustände, die choreografische Sprache gleichzeitig gekennzeichnet von Schlichtheit und Eleganz.
Antony Tudor war bekennender Zen-Buddhist. Er starb in seinem Wohnsitz im First Zen Institute of America.